# 下施萊斯海姆湖

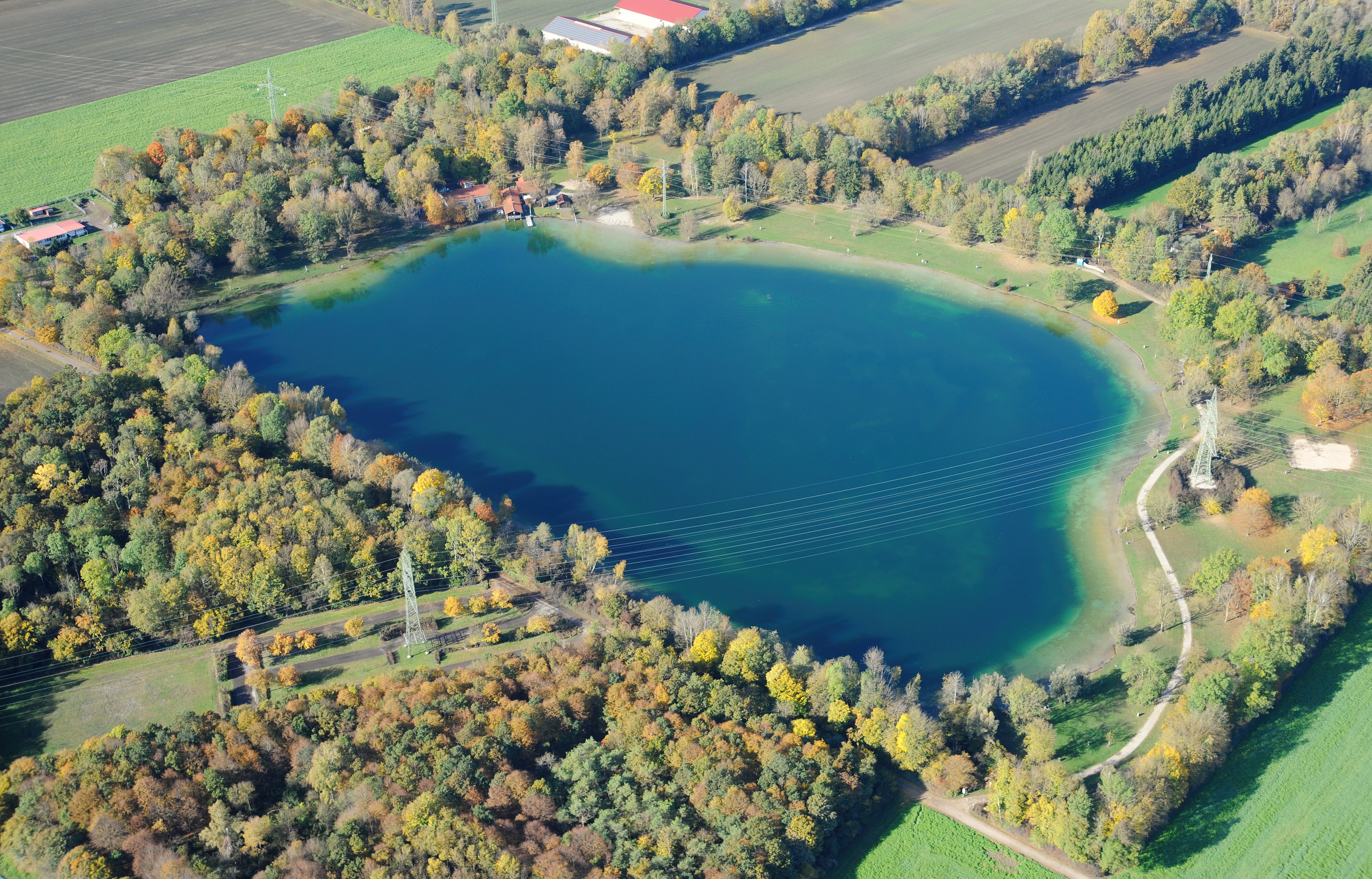

48°17′15″N 11°33′20″E / 48.28750°N 11.55556°E
下施萊斯海姆湖（德語：Unterschleißheimer See），是德國的湖泊，位於該國東南部，由巴伐利亞州負責管轄，長0.5公里、寬0.2公里，面積0.08平方公里，海拔高度468米，平均水深9米，最大水深14米。